# Jeroom Leuridan
Jeroom Leuridan (Oostvleteren, 18 juli 1894 – Ieper, 26 juli 1945) was een Belgisch Vlaams-nationalistisch politicus, publicist en advocaat.

## Jeugd
Jeroom Leuridan bracht zijn jeugd door op een grote boerderij in Oostvleteren en liep school in het Sint-Stanislascollege te Poperinge. Zijn vader was in 1901 gestorven en zijn moeder hertrouwde in 1903. 
Tijden zijn collegejaren werd Leuridan steeds Vlaamsgezinder. Hij werd lid en in 1913 voorzitter van de Vlaamse leerlingenbond Hooger Op.
Het laatste schooljaar werd onderbroken door het uitbreken van de Eerste Wereldoorlog en Jeroom ging daarom op de boerderij helpen.

## De Eerste Wereldoorlog
In januari 1915 startte Jeroom Leuridan een dagboek. Nauwgezet maakt hij aantekeningen over het leven vlak achter het front. Oostvleteren was niet bezet maar het front was zo dichtbij dat er regelmatig schade was door Duits artillerievuur.
Op de boerderij werd hij geconfronteerd met vreemde troepen en vooral het ongedisciplineerde gedrag van Franse soldaten stoorde hem enorm. Zo was hij onder meer op 15 februari 1915 getuige van de brand van een burgerwoning die willekeurig door Franse soldaten was aangestoken. Verder getuigt hij in zijn dagboek hoe op 17 maart 1915 een Franstalige Belgische krijgsraad een Frans-onkundige soldaat veroordeelde voor lafheid. De enige Vlaamse zin in het hele proces, zo noteerde Jeroom, klonk op het einde van het proces: “Heb gue noc iets te segue?” Neen, zo vervolgt Jeroom in zijn dagboek, de jongen had niets te ‘segue’, hij had toch niets verstaan. Het is in deze periode dat de politieke opvattingen van Jeroom Leuridan, gekenmerkt door sterke anti-Franse en anti-Duitse gevoelens gevormd werden.
Vanaf april 1915 schreef hij, opnieuw onder het pseudoniem Kerlinga, artikels voor de Belgische Standaard, een Nederlandstalige krant die in onbezet gebied (De Panne) werd uitgegeven tijdens de oorlog. Op 26 juni 1915 meldde Jeroom Leuridan zich als vrijwilliger voor het Belgisch leger en hij kwam, na de opleiding in het kamp van Auvours, aan het front bij het 3e Linieregiment waar hij in 1917 korporaal werd. Op 8 september 1918 werd Jeroom bij De Kippe (Merkem), in de Kwaebeek-loopgraaf in de arm getroffen door een mitrailleurkogel maar hij ging verder met zijn gevechtstroepen. Dezelfde dag werd hij door granaatscherven in beide benen getroffen toen hij de toegang tot een bunker wilde forceren.

## Student
Midden 1918 had aalmoezenier Karel Elebaers de ‘school op het front’ geopend om soldaten voor te bereiden op het einddiploma middelbaar onderwijs en Jeroom had daar zijn middelbaar onderwijs afgewerkt. Hij kwam in deze studiekring in contact met Willem Depla en Karel de Schaepdrijver. Jeroom stond sterk afwijzend tegenover het activisme, hij was een aanhanger van de Dietse gedachte en wees elke Belgische federale oplossing af. Deze overtuiging, waaraan hij zijn verdere leven vast bleef houden, zou hem in de Tweede Wereldoorlog in conflict brengen met zijn eigen partijleiding en met de Duitse bezetter.
Op 31 januari 1919, hij was toen nog niet lang ontslagen uit het militair hospitaal, liet Jeroom zich inschrijven aan de Leuvense universiteit. Tijdens zijn studies was Jeroom lid van het Katholiek Vlaams Hoogstudentenverbond (KVHV), de club Westland en Met Tijd en Vlijt. Toen reeds was hij een groot verdediger van de Vlaamse Oud-Strijders (VOS) en hij stond in het conflict met dr. Verduyn aan de radicale kant. Hij was een van de eerste leden van het door dr. Jef Goossenaerts opgerichte geheim genootschap Het Veem.
Jeroom Leuridan was mede-organisator van de eerste IJzerbedevaart in 1920 en nam tot 1925 het secretariaat ervan waar. In juli 1921 doctoreerde hij in de Germaanse Filologie met het proefschrift ‘Soldatentaal op den IJzer’. Na twee korte aanstellingen als leraar aan het atheneum van Dinant en het atheneum van Brugge stelde hij zich kandidaat op de lijst van het Vlaams Front voor de parlementsverkiezingen van november 1921. Hij werd echter niet verkozen en daarop schreef hij zich terug in aan de Leuvense universiteit aan de faculteit rechten waar hij een tweede doctoraat behaalde in 1924.

## Politieke carrière
Het Katholiek Vlaams Nationaal Verbond (KVNV) was een organisatie met eigen statuten, erkend door de partijraad van het Vlaams Front. Als voorman van het KVNV in West-Vlaanderen behaalde Leuridan vanaf 1925 verkiezingsoverwinningen waarbij hij in conflict kwam met de Belgicistische kerkelijke autoriteiten. Van 1926 tot 1944 zetelde hij in de Ieperse gemeenteraad voor het KVNV, waarna hij werd betrokken bij de beweging die de verschillende Vlaams-nationalistische stromingen en partijen wilde consolideren. Ook was hij van 1925 tot 1929 provincieraadslid van West-Vlaanderen. Vanaf 1931 was hij leider van het KVNV.
Bij de verkiezingen van 1929 werd Leuridan verkozen tot lid van de Kamer van volksvertegenwoordigers voor het arrondissement Veurne-Diksmuide-Oostende, wat hij bleef tot in 1939. In oktober 1933 trad hij toe tot het VNV. Hij werd aangesteld tot gouwleider voor West-Vlaanderen en opgenomen in de Raad van Leiding. Van 1939 tot aan zijn dood in 1945 zetelde hij als rechtstreeks gekozen senator in de Senaat. 
Als parlementslid verdedigde hij met radicale standpunten, soms tegen de partijleiding in, de Dietse zaak..

## De Tweede Wereldoorlog
Op 6 juni 1940, vlak na de Belgische capitulatie ging hij vruchteloos in Frankrijk op zoek naar de Ieperse weggevoerden. Tijdens de bezetting bleef hij trouw aan zijn leuze ‘onverfranst, onverduitst’. Zo weigerde hij te werven voor het Vlaams Legioen maar, omdat hij wist dat vele Vlaamse jongens zich voor het oostfront meldden onder invloed van anti-communistische propaganda uit de kerk, sprak hij herhaalde malen een rouwhulde uit voor gesneuvelde oostfronters. Hij verzette zich echter hardnekkig tegen elke vorm van verduitsing en was een felle tegenstander van DeVlag.
Op 7 juli 1943 legde de Militairbefehlshaber für Belgiën hem een strikt spreekverbod op. Daarboven kwam nog een geldboete van 1000 frank. Hij weigerde echter deze boete te betalen en toen VNV-partijvoorzitter Hendrik Elias daarvoor een bedrag van 1000 frank liet overschrijven, stortte hij de som terug. Op 26 augustus 1943 trof hem een beroerte en voor zijn herstel trok hij in bij zijn moeder te Oostvleteren. 

## Repressie
Op 1 september 1944 werd Jeroom Leuridan te Lo gearresteerd en onder bewaking naar het Onze-Lieve-Vrouwgasthuis te Ieper gebracht. Vandaar werd hij op 29 september naar het interneringskamp van St.-Kruis-Brugge gevoerd. Op 7 november werd de parlementaire onschendbaarheid van de senatoren Leuridan, Borginon en Verstraete opgeheven en op 28 november werd hij door de tuchtraad van de balie van Ieper geschorst als advocaat.
Op 6 december werd hij naar de gevangenis van Brugge gebracht. Zijn gezondheid ging sterk achteruit en op 12 februari 1945 werd de ernstig zieke Jeroom terug naar het Onze-Lieve-Vrouwgasthuis te Ieper gebracht, waarna men hem op 23 maart 1945 naar de ziekenafdeling van de staatsgevangenis bracht. Op 28 maart werd hij, nog altijd niet veroordeeld, uit zijn functie van gemeenteraadslid ontheven door de Bestendige Deputatie. Op 3 april trof hem opnieuw een beroerte. Doodziek werd hij toch terug naar de gevangenis gebracht waar hij op 25 juli opnieuw een beroerte kreeg die op 26 juli zijn dood tot gevolg had.
Zoals hij had gewenst werd Jeroom Leuridan begraven op het kerkhof van Oostvleteren onder een heldenhuldezerkje.

## Publicaties
Gedurende heel zijn carrière schreef Jeroom Leuridan, meestal onder het pseudoniem Kerlinga, bijdragen in verschillende publicaties zoals: De Vlaamsche Vlagge, De Belgische Standaard, Het Poperinghenaertje, De Poperinghenaar, De West-Vlaming, De Vlaming in Roeselare-Tielt, De Vlaming, V.O.S., Vlaanderen, Jong Dietschland, Onze Jeugd en De Schelde.